# Arno Racing
Arno – były holenderski zespół wyścigowy.

## Historia
Holender Arno van Dijk był dealerem samochodowym w Brabancji Północnej. Swoje marzenie, którym było zbudowanie holenderskiego samochodu Formuły 1, ujawnił w programie Studio Sport nadawanym w telewizji państwowej. Pierwsze plany powstały w 1972 roku. Następnie wybudowano samochód Arno 016L, który zaprezentowano po raz pierwszy 30 sierpnia 1973 roku podczas Trophy of the Dunes w Zandvoort. Samochód był wyposażony w silnik Forda GT40 z Formuły 5000. Planowano zastąpić tę jednostkę silnikiem Tecno V8 lub V12, ale Tecno nigdy nie wybudowało tego typu silników. W grudniu 1973 roku Arno ponownie pojawiło się na wystawie poświęconej Jochenowi Rindtowi, wtedy też pojawiły się plotki, że zespół ma zamiar korzystać z silników Alfa Romeo i zadebiutować w Grand Prix Hiszpanii 1974 z holenderskim zawodnikiem wyścigów turystycznych, Peterem van Zwanem, za kierownicą. Plany te jednak nie doszły do skutku. W 1975 zespół planował wystartować w wyścigu 24h Le Mans. Kierowcami mieli być Manfred Mohr i Han Akersloot, a samochód konstrukcji Arno miał napędzać dwulitrowy silnik Cosworth. Jednak i te plany nie doszły do skutku.
W połowie lat 80. zespół Arno Racing wystawiał swoje samochody w Formule 3 i Włoskiej Formule 3. Kierowcami zespołu byli wówczas tacy zawodnicy jak Fabio Mancini, Rocco Verduci czy Luigi Giannini.